# Lạc Xuân
Lạc Xuân là một xã thuộc huyện Đơn Dương, tỉnh Lâm Đồng, Việt Nam.
Xã Lạc Xuân có diện tích 103,98 km², dân số năm 2022 là 15.459 người, mật độ dân số đạt 148 người/km².